# Зильбербанк (шахта)
Шахта Зильбербанк (нем. Zeche Silberbank) — старая закрытая угольная шахта в долине реки Рур на территории южной части города Эссен (Северный Рейн-Вестфалия, Германия).

## Название
В геологии Рурского каменноугольного бассейна термин «Зильбербанк» применяется с для обозначения одного из рабочих угольных пластов шахты «Готфрид Вильгельм».

## История
Добыча угля на территории шахты велась задолго до начала её подготовки к промышленной эксплуатации в 1800 году. Официально шахта вступила в строй и началась добыча угля в 1802 году. Ежедневно на поверхность извлекалось до 10 тонн каменного угля, но в 1804 году добыча прекратилась. Только 9 сентября 1913 года шахта вновь вступила в строй, восстанавливая старые выработки. В 1815 году её проходческий штрек состыковался с шахтой «Герман». В это время одним из совладельцев шахты «Зильбербанк» являлся известный рурский предприниматель Матиас Штиннес. К 1820 году возможности шахты были исчерпаны и началась её постепенная консервация, длившаяся 10 лет. Уже в 1820 году в лавах работало всего 6 шахтёров. В первой половине 1830 года на гору были подняты последние десятки тонн угля и в июне шахта была окончательно закрыта.

## Память
Следов существования шахты на местности не сохранилось, но город Эссен оставил память о шахте иным способом: в Реллингхаузене одна из улиц получила название «Зильбербанк-штрассе» (Silberbankstraße). Название улице присвоили 16 сентября 1910 года.